# Ivanščica
L'Ivanščica (prononciation Ivannchtchitsa), aussi appelée Ivančica (prononciation Ivanntchitsa), est une montagne culminant à 1 061 m d'altitude au pic du même nom, en Croatie. Elle divise la région du Zagorje en une partie septentrionale, la région de Bednja aujourd'hui dans le comitat de Varaždin, et une partie méridionale, la région de Krapina aujourd'hui dans le comitat de Krapina-Zagorje.

## Géographie

### Situation, topographie
La montagne s'étend d'ouest en est sur une longueur de 30 kilomètres et une largeur de 9 kilomètres. Les villages se trouvent à des altitudes entre 300 et 400 mètres, à l'exception de Zlatarska Željeznica (540 mètres) et Pokojac (520 mètres). Au nord se trouvent les villes d'Ivanec et Lepoglava, au sud Krapina, à l'est Varaždinske Toplice.

### Hydrographie
Elle constitue la partie supérieure des bassins de la rivière Bednja au nord qui, avec son affluent la Zlatarska bistrica, appartient au système de la Drava, et au sud la Lonja, la Krapina et le Veliki potok qui terminent dans la Save.

### Végétation
Les trois quarts de la surface (sur quelque 150 km2) sont couverts de forêts. Sur le flanc nord la limite supérieure de la forêt de hêtres se trouve à une altitude de 300 mètres, sur le flanc sud à 400 mètres. Le flanc sud est couvert de hêtres, de chênes, d'ormes, de sapins et d'érables. Les parties basses présentent des restes de la forêt originelle de chênes et de charmes.

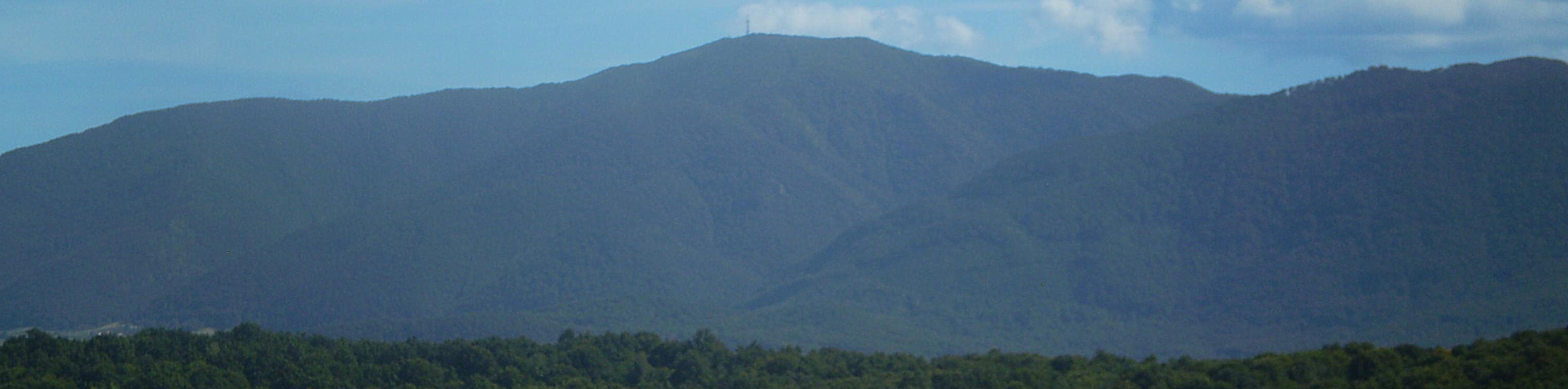
Vue panoramique de l'Ivanščica.

### Géologie
D'après sa direction et sa composition, cette montagne est la dernière de l'arc alpin à son extrémité orientale[réf. nécessaire]. Malgré son altitude modérée, elle a des pentes raides et des rochers à nu : la crête rocheuse de Legesičina, les rochers au-dessous de Belig et les falaises abruptes que couronnent les ruines de Belec grad présentent des aspects alpins. Elle recèle des gisements de charbon datant de l'Oligocène près de Stari Golubovec et Novi Golubovec, Zajazda et le village de Vodice. Il y a des carrières près de Gatalovec et Lepoglava (principalement de diabase, d'andésite et de dolomie).
Le 16 mars 1983 à 13 h 52 min 52 s, l'Ivanščica a été l'épicentre d'un séisme d'intensité VII sur l'échelle de Mercalli.

## Histoire
La région est habitée depuis longtemps. Du XIIe au XIVe siècle, on y a construit de nombreuses places fortes telles que Pusti Lobor, Oštrc, Belec, Milengrad, Greben grad, Gotalovac et Bela. Le flanc sud, plus exposé aux invasions, était le fief de nobles guerriers, le flanc nord possessions ecclésiastiques. Du XIIe siècle à la première moitié du XIVe siècle, Belec fut une possession des Templiers, puis le château est passé aux mains des Jésuites, qui ont peut-être donné à la montagne son nom d'Ivanščica. On ne sait pas très bien ce que les Templiers faisaient dans cette région, éloignée des trajets habituels de pèlerinage entre la France et Jérusalem.

## Activités
On trouve des vignobles au pied du versant sud, au-dessus des cultures traditionnelles.

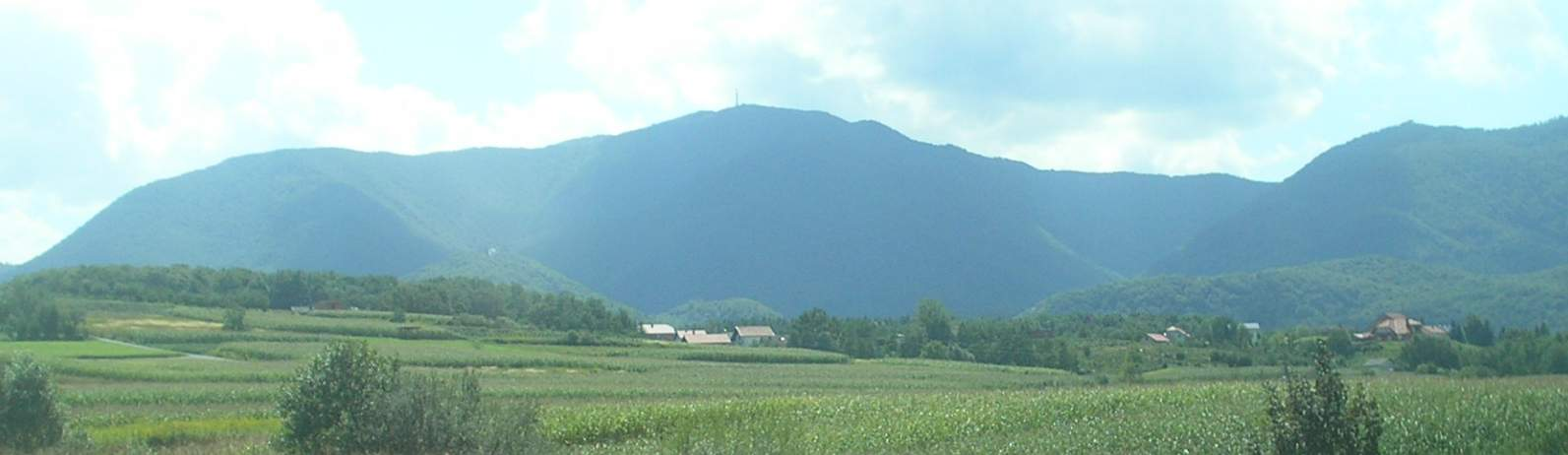
Vue panoramique de l'Ivanščica mettant en évidence le contraste entre la plaine et la montagne.